# Ruta corsica
Ruta corsica är en vinruteväxtart som beskrevs av Dc.. Ruta corsica ingår i släktet vinrutor, och familjen vinruteväxter. Inga underarter finns listade i Catalogue of Life.